# Skördefest

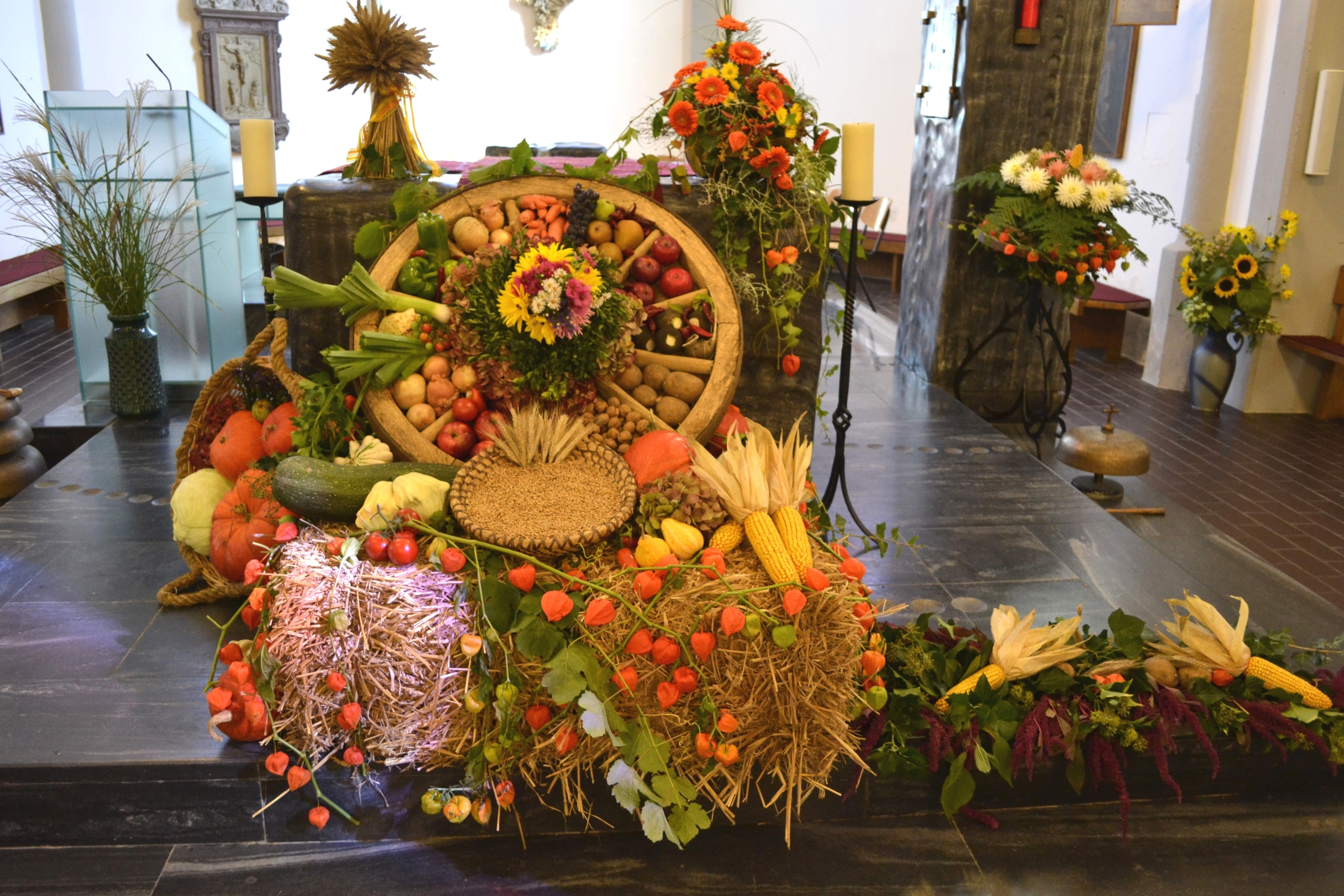
Dekorationer till skördefesten i bykyrkan i Wernstein am Inn, Österrike.

En skördefest är en fest som historiskt hölls när skörden var bärgad. I det gamla bondesamhället var skördefesterna den tidpunkt då förråden var som mest välfyllda med mat, vilket inträffade i augusti och september. Skördefesterna kunde alltså vara mycket vilda fester med ett överflöd av mat och dryck. I dokument från medeltiden räknas skördefesten som en av årets stora högtider vid sidan av jul och midsommar. 
Mickelsmäss i slutet av september var en av de stora dagarna för skördefest i Sverige. Denna dag har förkristna rötter, och dagen motarbetades till en början av kyrkan, eftersom den liksom alla skördefester ansågs hednisk. Efterhand ändrade dock kyrkan dagens innehåll, så att den istället gjordes om till en hyllningsdag för ärkeängeln Mikael.
I många europeiska länder är traditionen levande. Dagen firas med att skördesymboler som frukter, grönsaker och spannmål läggs i kyrkan framför altaret. 